# 毛叶黄芩
毛叶黄芩（学名：Scutellaria mollifolia）为唇形科黄芩属下的一个种。

## 扩展阅读
- 維基物種上的相關：毛叶黄芩